# سلوى سلامة
سَلْوَى سَلامَة (26 أبريل 1883 - 10 فبراير 1949)، وتُشْتهَر باسم سَلْوَى سَلامَة أَطْلس نسبةً إلى زَوْجِها الأديبِ والشاعر جورج أَطْلس، هي مُربِّيةٌ وأَديبةٌ وشاعِرة وصِحافِيَّة مَهْجريَّة.

## حياتُها وسيرتها
وُلِدَت سَلْوَى سَلامَة في 26 نيسان (أبريل) 1883 ميلاديًا بمدينة حِمْص من وَالدَيْن عُرِفا بأَخْلاقِهما الحميدَة، وهما بُطْرس نقُولا سلامَة ووَرْدة صنيج سَلامَة؛ وتَعَلَّمَت قواعدَ اللغة العربيَّة والعَروض والتاريخَ العربي على يدي شَقيقِها الأستاذ حَبيب، والرياضيَّات على يدي شَقيقها الأستاذ قَبَلان، ثمَّ دخلت مدرسةَ البنات بحِمْص، وقد بَدَت عليها مُنْذ حَداثةِ سِنِّها أَماراتُ الذَّكاء والفِطْنة.
ابتدأتْ سَلْوَى سَلامَة الدراسةَ في الخامسَة من عمرِها، ونالَتْ الشَّهادةَ بتَفوُّقٍ في الحاديةِ عشرة. ولَمَّا أَكْمَلت الخامسةَ عشرة من عمرِها عُيِّنت معلِّمةً في مَدارِس حِمْص، حيث دَرَّستْ وعلَّمَت وهذَّبت مئاتِ الطالبات؛ وتَسلَّمَت إدارةَ مدرسَة البنات الأَرْثوذكسيَّة في حمص بعدَ أن كانت مدرِّسةً فيها. وأقامَت فترةً من الزمن، خِلال عامَيْ 1907 - 1909م، في مَدينةِ زحلة بلبنان، تكتبُ في المَجلَّات والصُّحُف، مثل جَريدةِ «المَحبَّة»؛ كما دُعيَت للتَّعْليم في مدرسَة «زَهْرة الإِحْسان في زحلة». وكتبت في مجلَّة «الحَسْناء» البَيْروتيَّة، ونشرَت فيها خطبَها وقَصائِدها التي ألقتها في الحفلاتِ والجمعيَّات الأدبيَّة والخيرية المختلفَة، وفعلتَ الشيءَ نفسَه حينما كتبت في جريدة حمص التي تُعدُّ أوَّلَ جريدةٍ صدرت في مدينة حمص وذلك سنةَ 1909م. وفي سنة 1910م عيّنتها الجمعيَّةُ الفِلَسْطينية الأَرْثوذكسيَّة رئيسةً لمَدارس الإناثِ في حمص. ويُذكر أنَّ الأديبةَ سَلْوَى سَلامَة سافرت إلى القُدْس، وكتَبت خلال وجودِها هناك عدَّةَ مَقالاتٍ تُدافِعُ فيها عن المَرْأة وحُقوقِها.
لقد أخذتْ شُهْرةُ سَلْوَى سَلامَة تتَّسعُ بين الأدباءِ يومًا بعدَ يوم، وبلغت مَقالاتُها ما وَراءَ البِحار، ونالت استحسانًا عامًا، على الرغم من صِغَر سنِّها. وأصبحَ مَنْزلُها في زحلة ناديًا أدبيًا، يجتمع فيه كبارُ الشعراء والأدباء، مثل حَليم دمُّوس وعيسَى إسكندر المَعْلوف وغيرهما.
تَزوَّجَتْ سَلْوَى سَلامَة بالأَديب والشاعِر والصِّحافي المَهْجري جُورج مِيخائِيل أَطْلس سنةَ 1913 م؛ لذلك تشتهر باسم سَلْوَى سَلامَة أَطْلس. سافَرا معًا إلى سَان باوْلو في البرازيل وهي بعمر 30 سنة، حيث أَسَّسا مَدْرسةً عربيَّة هناك تُسمى «مَدْرسة الكرمَة». كما أسهمت سَلْوَى سَلامَة في بناء عددٍ من المَدارِس السوريَّة الابتدائيَّة في كلٍّ من البرازيل والأرجنتين وتشيلي، وفي تَمْويلِ مُسْتشفًى بحمص.
لم يُعرَفِ انْضِمامُ الأديبةِ سَلْوَى سَلامَة إلى أيِّ رابطةٍ أدبيَّة. وقد صَدرَ لها عدَّةُ كُتُب هي: الكَلِمات الخالِدة (الذي جمعت فيه خُطبَ زَوْجها جورج أَطْلس) وحَديقة خُطَب وجرَّة المنّ وأَمامَ المَوْقِد، فضلًا على إشرافها على مجلَّة الكرمَة ونشر مَقالاتها وأَشْعارِها فيها كما ذكرنا.
تُلخص المصادر السيرة الذاتيّة للأديبة والشاعرة سلوى سلامة بأنها «كانت كاتبةً ماهرة وخطيبة بارعة، ناضلت في سبيل المرأة وكتبت وخطبت في زمن قلّ فيه أمثالُها. ولكنَّ نتاجَها الأدبي والخطابي توارى بدرجة كبيرة بعدَ وفاتها، ولم يحفل به الدارسون كما ينبغي. وربَّما يكون في هذا النتاج ما لا نتَّفق معه، مثلما أشار إلى ذلك الأديبُ المَهْجري نظير زيتون، حيث عابَ عليها تحامُلَها على الرَّجل أحيانًا».
تُوفِّيَت سلوى سلامة في 10 شباط (فبراير) 1949 م، عن عمرٍ ناهزَ 65 عامًا، بعدَ أن تركت رصيدًا باذخًا من الأدب النَّفيس؛ ودُفِنَت في سان باولو بالبرازيل.

## مجلّة الكرمة
أَنْشأَ جُورج أَطْلس في سان باولو مع سَلْوَى سَلامَة مجلَّة «الكَرْمَة» الثقافيَّة الأدبيَّة سنةَ 1914 م؛ وبعدَ وفاتِه سنةَ 1926 م وهو في سفرٍ إلى الأَرْجنتين، ثابَرَتْ على إصْدارِها منفردةً حتَّى وَفاتِها، حيث توقَّفت عن الصُّدور.
تُعَدُّ مجلَّةُ الكَرْمة المَهْجريَّة أوَّلَ مجلَّةٍ عربيَّة تتحدَّث عن المَرْأة، وقد استمرَّت في الصُّدور 30 عامًا. لقد بَثَّتِ الأديبةُ سَلامَة في هذه المَجلَّة آراءَها حيالَ مشاكلِ المرأة الاجتماعيَّة، كما نَشَرتْ بعضًا من شِعرِها ومُناظراتِها ومُساجلاتها الأدبيَّة. وتضمَّنتِ المجلَّةُ أيضًا تَرجماتٍ لبعضِ الفَلاسِفة الأوروبيِّين، ومُناقشاتٍ حولَ السِّياسة السوريَّة، فضلًا على أَخْبار الكنيسَة ومَواضيعَ في التَّرْبية والعُلُوم والطبّ. وقد أصبحت فيما بعدُ بمَنْزلةِ الناطِق الرسمي للنَّادي الحِمْصي في سان باولو؛ وفَضْلًا على ذلك، كانت المَجَلَّةُ تَنْشرُ صُوَرَ حفلاتِ زفاف أَبْناء وبنات الجاليَة السُّورية التي هاجرتْ إلى سان باولو. بالإضافة إلى مقالاتِ سَلْوَى سَلامَة العَديدة في مجلَّتها الكَرْمة، نَشَرت في الأَهْرامِ والمُقْتَطَف والعُروبَة، ونَشَرت كتابًا عن تاريخِ البرازيل. كما كانت بعضُ كلماتها تُنْشَر في جريدة السائِح في نيُويُورك أحيانًا.
لعلَّ سلوى سلامة من النساء القليلات اللواتي انْفَردنَ بمجلَّة مستقلَّة كانت بالنسبة لها مُتَنفَّسًا لبثِّ ما تؤمن به وتنادي. وتُعَدُّ مجلَّةُ الكَرْمة المَهْجرية هذه أوَّلَ مجلّة عربية تتحدَّث عن المَرْأة.

## تواضُعها ولَباقتُها
لقد أجمع كلُّ من عرف سلوى سلامة، في المَهْجر وغيره، على أنَّها كانت أَهْلًا للاحترام والتقدير والاستقامة. زِدْ على هذا وذاك أنَّ هذه الأديبة كانت غايةً في التواضُع، لا تَسْعَى إلى مَدْح وتَقْريظ، بل إلى نقدٍ وتَصْحيح، وهذا ما يظهر في مقدِّمة كتابها «حَديقة خُطَب»، كما يظهر جليًّا في تَقبُّلها لمقدِّمة دَبَّجها الأديبُ المَهْجري الكبير نظير زَيْتُون لهذا الكتاب نفسه، حيث انتقد البناءَ اللغوي لبَعْض جُملِها وعباراتها، كما انتقدَ موقفَها و«تَحامُلها على الرجل السُّوري والمَرْأة السُّوريَّة» كما قال. وقد أَمْعَنت سلوى سلامة في سلامةِ طوِّيتِها ونقاء دَخيلتها؛ حيث صدَّرت كتابَها اللاحِق «أَمامَ المَوْقد» بإهدائه للأديب نَظير زَيْتُون الذي انتقد نُصُوصًا لها سابقًا -كما ذكرنا- وكالَتْ له من التَّقْريظ والعِرْفان والشُكْر ما لا يقولُه إلَّا صافي قَلْبٍ وسَريرة، فقالت فيما قالت: «إلى الأديبِ الكَبير والكاتِب المُلْهَم، إلى النابغة الذي رصَّعَ الأدبَ بآياته البيِّنات، وأَلْبسَ جِيدَ الفُصْحى من روائع قلمه وبدائع وَحْيه ما فاخرَ به أعلامَ الغابرين وما يُسابق بروعته عَذارى قرائِح نوابغ الآتي...». كما أنَّها بشَهادتِها هذه تَسْمُو وتحلِّق مع الذين يَشْهَدون بالفضل والعلم لأَهْلهما.
ووَصلَ التواضُعُ بالأديبة سلوى سلامة شَأْوًا بعيدًا حينما وصفت نَفْسَها في مقدِّمة كتابها «جَرَّة المَنّ» بالعاجزة، حيث قالت: «كلمَةٌ عَنَّ لي، في مَطْلعِ أَسْطُري هذه، نشرُها... فلقد ألحَّ عليَّ عددٌ من طالبي المُطالَعَة ومحبِّيها، واقتَرحُوا على هذه العاجِزة جمعَ بعض مَقالاتها المُخْتَصرة ذات المَغازي الجميلة. لهذا لَبَّيتُ الطلبَ وعَمدتُ إلى إِصْدارِ هذه المَجْموعة من مَقالاتي...».
كما عبَّرتْ سلوى سلامة عن تَواضُعِها شِعْرًا في إحدى الحفلات الخِطابيَّة، فقالَتْ:

## فلسفتُها في الحياة
لقد فهمت سلوى سلامة الحياة حقَّ الفَهْم، وأَدْركت فَحْواها، فمَحَضَت لها حَكْمتَها وسَقَتها من مَعِين خِبْرتها، ولَخَّصت ما تنطوي عليه وبلغَتْ في ذلك شَأْوًا بعيدًا؛ فلنُصْغِ إليها وهي تتحدَّث عنها - مُثْقلةً بالحزن مرهقةً باللَّوْعَة - في تأبينها لأحد أعمدة الجالية السوريّة في البرازيل:
«الحياةُ، وما الحياة؟

سِياحةٌ بَعُدَ شَوْطُها أو قَرُب، آمالٌ وأَمانٍ في أجواء بعيدة قَدْ يحجبُها ضبابٌ كثيف، وتُبدِّدها غيومٌ سوداء.

أَفْراحٌ عُقِدت ذُيُولها بآلام.

رِياضٌ غَنَّاء تكمنُ تحت هَشيمِها الأفاعي السامَّة.

كُؤُوسُ خمورٍ معتَّقة، وفي ثُمالتها السمُّ الزُّعاف.

أَفْياء وظِلالٌ وخَيالات لحقائِقَ تُطْوَى اليومَ لتُنْشَرَ غَدًا.»
إنَّ حالةَ التأمُّل في الوجود وما انطوى عليه من أفانين الجمال وإبداع الخَلْق كانت حاضرةً في مخيَّلة سلوى سلامة، فهي تعكف على شيءٍ من المُناجاة وهي تتأمَّل وردة جميلة وتسرِّح خيالَها فيها:
«سَلامٌ يا ملكةَ الرَّبيع ومثل الجمال ومبعثَ الإنعاش، سَلامٌ أيَّتُها الوردة!

نَظَرْتُكِ باسمةً فانفتح صدري، ومجَّدتُ مُبْدِعَك العظيم، مصدرِ الجمال ومَبْعثِ النُّور...

مرَّ النسيمُ عليكِ فذهبَ معطَّرًا بشذاكِ، فأنعشَ إِذْ ذاكَ القلوبَ الضعيفة وجدَّد القوى الواهيَة من معترك الحياة وصِعاب الزَّمن.

في حَياتكِ سرورٌ، وفي موتكِ انتعاش، وفي دُمُوعكِ ماءُ التَّعْزية للحَزانى».
لم تكنْ حِكاياتُ سَلْوَى سَلامَة من نسجِ الخيال دائمًا، مع أنَّ الخيالَ ينتج أجملَ القَصَص وأروع الحِكايات، لاسيَّما إذا وَعى الهدفَ وأعلى المَبْدأ، واختلطَ بالعِبْرة وأَسْمى شأنَها؛ بل كانت ترصد وقائعَ وأحداثًا من الواقِع، فتَتلقَّفها لتَبْني منها قصَّةً أو حكاية أو مقالة تتمخَّض عن هدف وتجلب العِظَةَ والمنفعة.
كانت سلوى سلامة تزيِّنُ بعضَ كُتُبها بخَواطر مطعَّمة بأكاليل من الحِكمَة والعِبْرة، ومن ذلك ما جاء في كتابها جَرَّة المَنّ، حيث تقول:
«كلُّ هَمٍّ في العالَم يَهونُ أمامَ السَّقَم.

مَنْ يُسْرِعِ الخُطى يَرْجِعْ من نِصْف الطَّريق.

ثَوْبُ الإِخْلاصِ الحَقيقيّ لا يَفْنَى وإِنْ باخَ.

التي تَصْرف وَقْتَها بالزياراتِ لا تُقدِّم لعائلتِها عَشاءً لَذيذًا.

مَنْ يَتَّكِلْ على سِواه، لا ثقةَ له بنفسِه.

مَنْ تَظُنُّ أنَّها تَرْقَى قمَّةَ السَّعادة في السَّنةِ الأولى من زَواجِها تَهْوي سَريعًا.

رُبَّ زَهْرةٍ ذابِلَة ذات مَنافِع أَكْثر من السِّنْديانَة الضَّخْمَة.

مِرْآةُ الأُمِّ تَهْذيبُ صِغارِها.

الجَواهِرُ على رأسٍ فارِغٍ من الحكمَة والمَعْرفة كالبُودرَة على وَجْهِ العَبْدِة».
ومن خَواطِر سَلْوَى سَلامَة المُعَبِّرة والبَليغة أيضًا:

«بيتٌ واحد من منظوماتِ الشعر يُنْطِق كثيرًا من القلوب الخِرْساء.

زَهْرةٌ تَنبتُ بجانب ضريحِ فقيدٍ عاشَ كريمًا أجملُ من خاتَمِ ماس في يد بخيلٍ حيّ.

من يجدِ الرِّبْحَ صُدْفةً لا يشعر بِلذَّةِ الجنى».

## أدبُها
لم تَقْتَصِرْ سلوى سلامة في كتاباتها على الخُطَب، بل نَحَتْ في بعض الأحيان مَنْحى القصَّة، ومن ذلك مقالةٌ لها بعنوان «مَدينة المَلْجأ» أخذت طابعَ القصَّة الرمزيَّة، حيث تبدأ هذه المَقالةُ بتصويرٍ جميل عن إحدى ليالي الشتاء الباردة، وتُفْرِد لذلك التَّصْوير وَصْفًا لائقًا جاذِبًا، فها هي تقول: «انتصفَ اللَّيْلُ، وسكَنت المَخْلوقاتُ، وذلك التائِه لم يزل يُواصِل السيرَ تَحْت هَزيم الرَّعْد وهَطْلِ الأَمْطار إلى أن لحظَ عن بعيدٍ نُورًا ضئيلًا على هضبة، فخفقَ فؤادُه طربًا، وقالَ: ها ها، هذه مدينةُ المَلْجأ، إِنَّني لمَواصلٌ السيرَ في هذا اللَّيْل الدَّاجِي علِّي أَصِل إليها فأَسْتريح وأَسْترجع ما خسرتُه في سَبيل الوصولِ إليها». ثمَّ تَمْضي في حَديثها عن عابرٍ لذلك اللَّيْل خائضٍ في تفاصيلِه وتَقلُّباتِه، «فمن هو ذلك العابرُ؟ ما خطبُه؟ ماذا يريد؟ إنَّ في تلك القصَّةِ تفاصيلَ وإجاباتٍ ورؤًى جديرٌ الوقوفُ عندَها، والاهتمامُ بها؛ فالهائمُ العابِر هو الإنسانُ الذي لا ملجأَ لهُ - بعدَ الله تعالى - إلَّا ذِراعه ونفسه وكلّ يدٍ بيضاءَ فيمَن حولَه. أمَّا الشيخُ الذي دارت القصَّةُ حولَه، وكان ناصِحًا أَمينًا للشاب الباحِث عن المَلْجأ، فهو الزمان».
ومن بديع نَثْر الكاتبة تلك القصَّة الحِواريَّة القصيرة التي عَقَدَتْها بينَ ثلاثِ زَهْرات، وقد اختارَتْ لها عنوانًا «ثَلاث وَرْدات». وفيها تسوقُ لنا ثلاثَ قَصَصٍ رمزيَّة من ثلاث زهرات، كأنَّها تريد أن تقولَ إنَّ تلك الزَّهْرات هي نسخةٌ أو تَناسُخٌ ممَّا رَقدَ تَحْتها، وهي بذلك ترسلُ برسائلَ هادفةٍ سَعَتْ إليها؛ ففي الأولى البيضاء عبَّرت عن المرأة العذراء، وفي الثانية الحمراء عبَّرت عن ضريح الجندي الشهيد، وفي الثالثة الصَّفراء عبَّرت عن ضريحِ زوجةٍ أمينة وأمٍّ فاضِلة قَضَت في سَبيلِ الأُمومَة.
وهكذا، فقد تجوَّلتْ سلوى سلامة بين معظم أَفانين النَّثْر، فكتبت الحكايةَ والقصَّة والخاطرة والمَقالة والمَوْضوع والخُطْبَة. يذكر حسان قمحية عنها «أستطيع أن أقولَ بحقَّ، عبرَ مُرُوري بمعظم ما كتبت هذه الأديبة، حتى البسيط منها، إنَّها كانت من النِّساء الحَكيمات المُتَبصِّرات، فقد دَأبتْ على إسداء الوصايا والنصائح للنساء بحُسْن التعامل مع أزواجهنَّ، فالزواجُ الناجح في نظرها هو ما لا يُبْنى على الحبِّ فقط، بل على التفاهُم والتجاوُز أيضًا».
لكنَّ الأديبةُ سلوى سلامة لم تَقْصُرْ أدبَها على النثر بأنواعه فقط، بل طعَّمَتْه ببعضٍ من الشِّعْر القليل الذي كان انعكاسًا فنِّيًا آخر لشخصيّة صاحبته؛ فإذا كان النثرُ الذي أتت به عَبَّر عن ذلك بأسلوب أدبي معيَّن، فإنَّ شِعرَها عبَّر عن الشيء نفسِه بأُسْلوبٍ أدبيٍّ آخر؛ ففي قصيدة بعنوان "فَتاة الشَّرْق"، تسرد ما كانت تُعانيه بعضُ النساء في زمنها من ظلمٍ واضطهاد ومهانة، وقد جاءَ في مطلعها:
ثمَّ تقول، داعيةً إلى مواجهة كلِّ ذلك، فالمرأةُ جديرةٌ بالرعاية والاهتمام، وهي قادرةٌ على العطاء والتَّحصيل والإنجاز، ولا ينقصُها في سبيل تحقيق ذلك سوى شيءٍ من الدعم والمُسانَدة والأخذ باليد:
وتقف سلوى سلامة، وقد بادرت إلى تهنئة السيِّد اثناسيُوس عطا الله مِتْروبوليت حِمْص وتوابعها للرُّوم الأَرثوذكس بيُوبيلِه الفضِّي، فتقول:
وفي مَقالةٍ للأَديبَة سَلْوَى سَلامَة تحتَ عنوان «الرَّايَة الخالِدة»، ضَمَّتْ خطابًا لها في حفلة مَلْجَأ اليَتيم للسيِّدات الحِمْصيَّات في 9 كانُون الثاني سنةَ 1921 م، استهلَّتْ خِطابَها ذاك بأبيات من الشِّعْر الإنساني النبيل، فقالت:
وفي قصيدة لها مستقاة من معينِ الحكمة، ومن لُباب الخِبْرة، ومن نسيج البصيرة، تنمُّ عن امرأة اعتَصَرتْها الحياة، وأَنْضجتها السِّنين، وأَنْطَقتها الرؤيةُ البعيدة والنظرة الثاقبة، تقول:
ومن شِعْرها ما قالته في خِطاب لها في حفلةٍ من حفلاتِ جمعيَّة اليد البيضاء في سان باولو:
كما يذكر المصدر أنَّ «قد يكون ما كتبته سلوى سلامة من شعرٍ ونثر قبلَ هجرتها ذا لونٍ مختلف، وقد لا يطيب لبعض الباحثين أن يُدخلَ ذلك في أدب المَهْجر، لكنَّ ما كتبته قبلَ اغترابها لم يختلف كثيرًا عمَّا كتبته بعدَه».
جمعت سلوى سلامة ما بين مهارة النثر والخطابة، ونظم الشعر؛ ولكنّها كانت في النثر أبلغَ قولًا وأبعدَ شأوًا. لم يكنِ الشعرُ عندَ سلوى سلامة مقصودًا بحدِّ ذاته، بل جاءَ تعبيرًا عن قناعاتها وأهدافها، ووسيلةً لإيصال أَفْكارها ورُؤاها، لذلك لم تَجُبْ كلَّ أغراضه، فما اهتمَّت بفخر ولا غزل ولا وصف. كما أنَّ كثيرًا منه جاء نُزولًا عندَ مناسبات معيَّنة أو شفيعًا لخُطَبها ومقالاتها.
كما يذكر المصدر بأنَّ «إنَّ سلوى سلامة علامةٌ نسائية فارقة في تاريخ الأدب المهجري خاصّةً، وشعلةٌ متوقِّدة في تاريخ الأدب العربي عامَّة. ومن الحَريِّ بأهل الأدب والنقد التعرُّض لأعمالها الأدبية، وأعمال غيرها من أديبات المَهْجر اللواتي طَواهُنَّ النِّسيان».